# پریودنتایتیس مزمن
پریودنتایتیس مزمن یک بیماری شایع حفره دهان است که منجر به التهاب مزمن انساج پریودنتال به علت تجمع زیادی از پلاک دندان می‌شود.

## تشخیص
بر اساس طبقه‌بندی سال ۱۹۹۹ آن را یکی از هفت نوع پریودنتایتیس به‌شمار می‌آورند

## علائم و نشانه‌ها
در مراحل اولیه (early stages) پریودنتایتیس مزمندارای علایم کمی است و تعدادی از افراد قبل از درمان به شدت پیشرفت می‌کند. از جمله علائم آن:
- قرمزی یا خونریزی از لثه هنگام مسواک زدن دندان‌ها یا در هنگام نخ کشیدن بین دندان‌ها یا جویدن غذاهایی با قوام سخت (به عنوان مثال سیب) (هر چند قرمزی و خونریزی در جینجیوایتیس نیز رخ می‌دهد اما در جینجیوایتیس از دست دادن اتصالات بالینی را نداریم)
- بوی بد دهان و طعم مداوم فلزی در دهان
- تحلیل لثه و در نتیجه آشکار شدن مقدار زیادی از دندان
- پاکت عمیق بین دندان‌ها و لثه‌ها (پاکت پریودنتال محل‌هایی هستند که در آن اتصال بالینی از بین رفته‌است)
- لقی دندان در مراحل انتهایی

التهاب لثه و تخریب استخوان اغلب بدون درد است. بیماران گاهی اوقات از خونریزی بدون درد پس از تمیز کردن دندان‌ها شکایت دارند که ممکن است نشانه ای از پیشرفت بیماری پریودنتایتیس مزمن باشد.
جرم زیر لثه به شدت دیده می‌شود.